# دورة الإنبات
دورة الإنبات هي حركة التخلق التي تقود عملية استدماج الأديم المتوسط والأديم الباطن أثناء مرحلة المعيدة في أجنة البرمائيات. تم رصد عملية استدماج الخلايا الإنباتية قبل مرحلة المعيدة لأول مرة في الثلاثينيات من القرن العشرين الميلادي، واكتشفها أبراهام مندل سخيتشمان (Abraham Mandel Schechtman) باستخدام الأصباغ الحيوية في تجارب عن أجنة تريتوروس توروس (Triturus torosus). ومنذ زمن قريب، قاما وينكلبوير (Winklbauer) وشوفرلد (Schürfeld) عام (1999م) بوصف الحركات الداخلية بتفصيل أكبر باستخدام ازدراع في مرحلة المعيدة في القيطم المورق.
تبدأ مرحلة المعيدة في البرمائيات بتكون خلايا على شكل زجاجة في المنطقة الظهرية الهامشية، يعقبها أوب خلايا الأديم المتوسط المحتملة. ثم يهاجر الأديم المتوسط والأديم الباطن بصورة عشوائية عبر خلايا سطح جوف الأريمة، منقادين انقيادًا جزئيًا بحركة خلايا الأديم الباطن الإنباتية. في أجنة القيطم والتي يُزال فيها سطح جوف الأريمة قبل مرحلة المعيدة، تتسبب حركة الخلايا الإنباتية نحو جوف الأريمة وإقحامها داخل سطح جوف الأريمة في تمدد السطح، مما يدفع الحافة الظهرية للأسفل. في سياق الأجنة، يبدو أن دورة الإنبات النشطة، إلى جانب اكتفار خلايا الأديم الظاهر لغشاء الحيوان، تجلب الأديم المتوسط والأديم الباطن الإنباتي ليتلامس مع سطح جوف الأريمة. وتؤدي تلك الحركة إلى تكون شق براخت "Brachet’s cleft". وبينما تستمر مرحلة المعيدة، ومما يساهم في تقدم الأديم المتوسط والأديم الباطن عبر سطح جوف الأريمة استمرار تمدد سطح جوف الأريمة بتحرك الخلايا الإنباتية لأعلى. ويساعد في تلك العملية خلايا الأديم المتوسط الزاحفة عند الحافة الأمامية للأديم المتوسط. ومثل تكوينات الخلايا على شكل زجاحة عند حد مسم الأريمة، تبدأ دورة الإنبات عند الناحية الظهرية من الجنين، وتنتشر انتشارًا عرضيًا إلى الجانب البطني. بيد أن تلك العمليات تحدث بصورة مستقلة عن بعضها البعض. ففي حين يبدو أن دورة الإنبات تكون مهمة قبل وفي المراحل الأولى من المعيدة، فبالمرحلة 10.5 – 11، تتوقف دورة الإنبات ويبدو أن عملية الأوب تكون مدفوعة بصورة أساسية بإعادة ترتيب الخلايا.

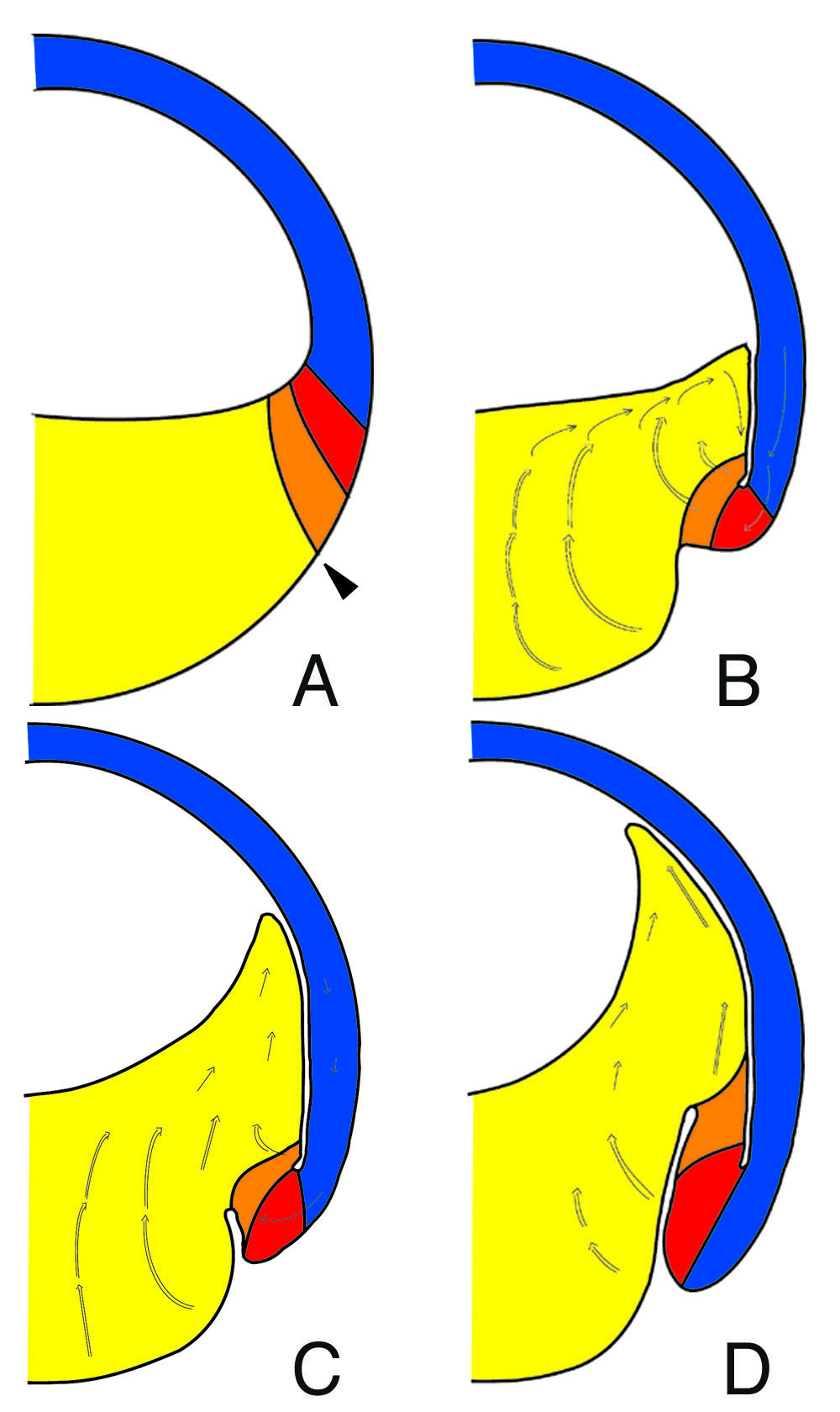
صورة حركات دورة الإنبات.